# Cassebeera triphylla
Cassebeera triphylla là một loài thực vật có mạch trong họ Adiantaceae. Loài này được (Lam.) Kaulf. miêu tả khoa học đầu tiên năm 1824.